# (48575) Hawaii
(48575) Hawaii es un asteroide perteneciente al cinturón de asteroides, región del sistema solar que se encuentra entre las órbitas de Marte y Júpiter.
Fue descubierto el 4 de julio de 1994 por Akimasa Nakamura desde el observatorio Astronómico de Kumakōgen.

## Designación y nombre
Designado provisionalmente como 1994 NN, fue llamado así por Hawái, «el Estado de Aloha», fue visitado por primera vez por polinesios de Tahití, redescubierto por James Cook y en 1959 se convirtió en el quincuagésimo estado de Estados Unidos. Hawaii se convirtió en un estado hermano de la prefectura de Ehime, después del accidente fatal en 2001 cuando un submarino de la Armada de los EE. UU. chocó contra un buque escuela de pesca de Ehime frente a Hawaii.

## Características orbitales
Hawaii está situado a una distancia media del Sol de 3,067 ua, pudiendo alejarse hasta 3,396 ua y acercarse hasta 2,738 ua. Su excentricidad es 0,107 y la inclinación orbital 10,371 grados. Emplea 1961,80 días en completar una órbita alrededor del Sol.
Los próximos acercamientos a la órbita de Júpiter ocurrirán el 14 de diciembre de 2033, el 8 de junio de 2043 y el 15 de agosto de 2092.
Pertenece a la familia de asteroides de (221) Eos.

## Características físicas
La magnitud absoluta de Hawaii es 13,87. Tiene 6,823 km de diámetro y su albedo se estima en 0,138.